# Běh na lyžích na Zimních olympijských hrách 2018 – 30 km klasicky ženy
Běh na 30 km klasicky žen s hromadným startem, běžecká disciplína z programu Zimních olympijských her 2018, se konal 24. února 2018 v 15:15 místního času (7:15 CET) v Běžeckém centru Alpensia v Pchjongčchangu. Vítězkou se stala Norka Marit Bjørgenová, stříbro vybojovala Finka Krista Pärmäkoskiová, bronz Švédka Stina Nilssonová.
Pro Marit Bjørgenovou šlo o celkově osmé olympijské zlato a patnáctou olympijskou medaili. S celkovou bilancí 8 zlatých, 4 stříbrné a 3 bronzové medaile se stala vůbec nejúspěšnějším sportovcem v historii Zimních olympijských her, když předstihla krajany Oleho Einara Bjørndalena (biatlon, 8–4–1) a Bjørna Dæhlieho (běh na lyžích, 8–4–0).

## Program
Časy jsou uvedeny v jihokorejském čase (UTC+9).
| Datum         | Čas   | Fáze závodu |
| ------------- | ----- | ----------- |
| 25. únor 2018 | 15:15 | Finále      |

## Průběh závodu
Závodu dominovala Norka Marit Bjørgenová. Na čele závodu se odtrhla ještě před desátým kilometrem, svůj náskok stále navyšovala a neochvějně směřovala za zlatem. Její náskok v cíli činil více než minutu a tři čtvrtě. Boj o další medaile byl dramatičtější. Na druhém až třetím místě spolu jela finsko-rakouská dvojice Krista Pärmäkoskiová, Teresa Stadloberová. Rakušanka však na dvacátem kilometru z přední pozice zabočila do špatné dráhy a než si svůj omyl uvědomila a napravila, ztratila více než minutu i veškeré naděje na medaili. Finka Krista Pärmäkoskiová tak pokračovala na druhém místě osamocena. Za ní se na dohled držela švédsko-norská dvojice Stina Nilssonová a Ingvild Flugstadová Østbergová, ovšem náskok Finky stáhnout nedokázaly. Pärmäkoski tak vybojovala stříbro, v boji o bronz měla více sil Švédka Nilssonová.
Závodu se zúčastnily také dvě české závodnice: Kateřina Beroušková skončila 23., Petra Hynčicová pak na 39. místě.

## Výsledky
Závod odstartoval v 15:15.
| Pořadí           | SČ | Závodnice                      | Země                         | Čas       | Ztráta   |
| ---------------- | -- | ------------------------------ | ---------------------------- | --------- | -------- |
| Zlatá medaile    | 8  | Marit Bjørgenová               | Norsko                       | 1:22:17.6 | –        |
| Stříbrná medaile | 7  | Krista Pärmäkoskiová           | Finsko                       | 1:24:07.1 | +1:49.5  |
| Bronzová medaile | 19 | Stina Nilssonová               | Švédsko                      | 1:24:16.5 | +1:58.9  |
| 4                | 2  | Ingvild Flugstadová Østbergová | Norsko                       | 1:24:18.0 | +2:00.4  |
| 5                | 5  | Charlotte Kallaová             | Švédsko                      | 1:25:14.8 | +2:57.2  |
| 6                | 9  | Kerttu Niskanenová             | Finsko                       | 1:25:19.2 | +3:01.6  |
| 7                | 3  | Jessica Digginsová             | Spojené státy americké       | 1:25:54.8 | +3:37.2  |
| 8                | 1  | Heidi Wengová                  | Norsko                       | 1:26:25.5 | +4:07.9  |
| 9                | 4  | Teresa Stadloberová            | Rakousko                     | 1:26:31.7 | +4:14.1  |
| 10               | 24 | Masako Išidaová                | Japonsko                     | 1:26:38.4 | +4:20.8  |
| 11               | 12 | Anastasia Sedovová             | Olympijští sportovci z Ruska | 1:26:46.8 | +4:29.2  |
| 12               | 6  | Ragnhild Hagaová               | Norsko                       | 1:27:11.5 | +4:53.9  |
| 13               | 17 | Ebba Anderssonová              | Švédsko                      | 1:27:14.8 | +4:57.2  |
| 14               | 20 | Justyna Kowalczyková           | Polsko                       | 1:27:21.8 | +5:04.2  |
| 15               | 27 | Alisa Žambalovová              | Olympijští sportovci z Ruska | 1:27:27.2 | +5:09.6  |
| 16               | 15 | Stefanie Böhlerová             | Německo                      | 1:28:42.2 | +6:24.6  |
| 17               | 11 | Sadie Bjornsenová              | Spojené státy americké       | 1:28:50.2 | +6:32.6  |
| 18               | 22 | Johanna Matintalo              | Finsko                       | 1:28:58.2 | +6:40.6  |
| 19               | 18 | Katharina Hennigová            | Německo                      | 1:29:48.9 | +7:31.3  |
| 20               | 16 | Aino-Kaisa Saarinenová         | Finsko                       | 1:30:32.2 | +8:14.6  |
| 21               | 32 | Rosie Frankowski               | Spojené státy americké       | 1:31:11.4 | +8:53.8  |
| 22               | 10 | Nathalie von Siebenthalová     | Švýcarsko                    | 1:31:27.9 | +9:10.3  |
| 23               | 25 | Kateřina Beroušková            | Česko                        | 1:31:41.4 | +9:23.8  |
| 24               | 13 | Natalja Něprjajevová           | Olympijští sportovci z Ruska | 1:32:10.4 | +9:52.8  |
| 25               | 28 | Victoria Carlová               | Německo                      | 1:32:42.4 | +10:24.8 |
| 26               | 23 | Caitlin Pattersonová           | Spojené státy americké       | 1:32:43.6 | +10:26.0 |
| 27               | 21 | Elisa Brocardová               | Itálie                       | 1:33:33.5 | +11:15.9 |
| 28               | 39 | Tatjana Mannimová              | Estonsko                     | 1:34:27.7 | +12:10.1 |
| 29               | 14 | Anna Haagová                   | Švédsko                      | 1:34:31.0 | +12:13.4 |
| 30               | 37 | Emily Nishikawa                | Kanada                       | 1:34:31.7 | +12:14.1 |
| 31               | 29 | Anna Ševcčenková               | Kazachstán                   | 1:35:36.1 | +13:18.5 |
| 32               | 31 | Valerija Ťuleněvová            | Kazachstán                   | 1:35:38.0 | +13:20.4 |
| 33               | 36 | Jelena Kolominová              | Kazachstán                   | 1:35:38.4 | +13:20.8 |
| 34               | 26 | Anna Comarella                 | Itálie                       | 1:35:48.7 | +13:31.1 |
| 35               | 30 | Sara Pellegrini                | Itálie                       | 1:36:07.3 | +13:49.7 |
| 36               | 38 | Alena Procházková              | Slovensko                    | 1:36:50.0 | +14:32.4 |
| 37               | 40 | Sin Li                         | Čína                         | 1:38:04.9 | +15:47.3 |
| 38               | 35 | Tetjana Antypenková            | Ukrajina                     | 1:38:17.3 | +15:59.7 |
| 39               | 34 | Petra Hynčicová                | Česko                        | 1:39:14.7 | +16:57.1 |
| 40               | 33 | Polina Seronosovová            | Bělorusko                    | 1:39:36.0 | +17:18.4 |
| 41               | 43 | Lucia Scardoni                 | Itálie                       | 1:40:26.3 | +18:08.7 |
| 42               | 45 | Jessica Yeatonová              | Austrálie                    | 1:40:54.8 | +18:37.2 |
| 43               | 41 | Cendrine Browne                | Kanada                       | 1:41:23.9 | +19:06.3 |
| 44               | 42 | Čchun-süe Čch'                 | Čína                         | 1:42:03.2 | +19:45.6 |
| 45               | 46 | Valjancina Kaminská            | Bělorusko                    | 1:42:27.6 | +20:10.0 |
| 46               | 44 | Julia Tichonovová              | Bělorusko                    | DNF       | +59:59.9 |
| 47               | 47 | Anne-Marie Comeau              | Kanada                       | DNF       | +59:59.9 |